# Mame Madior Boye
Mame Madior Boye (sinh năm 1940 ) là Thủ tướng của Sénégal từ năm 2001 đến 2002, và là phụ nữ đầu tiên giữ vị trí này.

## Gia cảnh và sự nghiệp
Boye được sinh ra trong một gia đình luật sư ở Saint-Louis, và giống như ba anh trai của bà, bà được đào tạo để trở thành luật sư ở Dakar và Paris. Cha bà là một nhân viên bán hàng, sau đó là nhân viên bảo lãnh. Bà tốt nghiệp trường trung học Faidherbe ở quê nhà. Năm 1963, bà đăng ký vào Khoa Khoa học Pháp lý và Kinh tế tại Đại học Dakar và sau đó tiếp tục theo học luật tại Trung tâm Nghiên cứu Tư pháp Quốc gia (CNEJ) tại Paris cho đến năm 1969.
Bà đã dành phần lớn sự nghiệp của mình trong nền tư pháp Senegal. Bà lần lượt là Phó công tố viên, thẩm phán và phó chủ tịch đầu tiên của Tòa án hạng nhất khu vực Dakar và Chủ tịch Tòa phúc thẩm. Bà là thành viên sáng lập và chủ tịch phụ nữ đầu tiên của Hiệp hội Luật sư Senegal 1975-1990, sau đó đã trở thành Giám đốc tương tác cho Công ty Ngân hàng Tây Phi (Compagnie bancaire de l'Afrique occidentale, CBAO) từ tháng 9 năm 1990 đến tháng 4 năm 2000. Boye cũng là phó chủ tịch của Liên đoàn luật sư phụ nữ quốc tế từ 1978 đến 1998. Bà được tôn trọng như một chuyên gia nghiêm túc, thông minh và trung thực. Cô là đồng thời là một phụ nữ Hồi giáo quyết liệt hoạt động cho nữ quyền, đã ly dị và có hai đứa con. Mối quan hệ của bà với chế độ của Tổng thống Abdou Diouf diễn ra căng thẳng và bà không chấp nhận các vị trí cao trong hệ thống tư pháp để giữ gìn sự chính trực và độc lập của mình.

## Thủ tướng
Sau chiến thắng của Abdoulaye Wade trong cuộc bầu cử tổng thống năm 2000, Boye trở thành Bộ trưởng Bộ Tư pháp vào tháng 4 năm 2000. Nhưng căng thẳng nảy sinh giữa Tổng thống và Thủ tướng, người đến từ một đảng chính trị khác. Moustapha Niasse đã từ chức và Boye được Wade bổ nhiệm làm Thủ tướng vào ngày 3 tháng 3 năm 2001, hai tháng trước cuộc bầu cử lập pháp. Wade thiếu đa số trong cơ quan lập pháp và hơn 30 tổ chức phụ nữ không đảng phái đã tổ chức một chiến dịch trước cuộc bầu cử đòi hỏi nhiều phụ nữ hơn trong cơ quan lập pháp. Boye không chỉ là một phụ nữ, bà cũng không theo đảng phái, do đó uy tín của bà rất thích hợp ở vị trí lãnh đạo. Bà vẫn là Bộ trưởng Bộ Tư pháp trong chính phủ mới. Các cuộc bầu cử đã cho Wade chiếm đa số lớn - 89 trên 120 ghế. Đại diện của phụ nữ tăng, nhưng không quá 19%. Sau cuộc bầu cử lập pháp tháng 4 năm 2001, Boye được bổ nhiệm lại làm Thủ tướng vào ngày 10 tháng 5 năm 2001; tuy nhiên vị Bộ trưởng Bộ Tư pháp trong chính phủ được thay thế vào ngày 12 tháng 5.
Trong chính phủ thứ hai của Boye có năm phụ nữ của 25 bộ trưởng, so với hai trước đó. Đây là một chiến thắng đáng kể cho Boye. Nhưng chính phủ phải đối mặt với những thách thức kinh tế và xã hội. Những nỗ lực đã được thực hiện để tăng cường giáo dục và y tế, cải thiện tiền lương, giảm thất nghiệp trong giới trẻ và hỗ trợ ngành nông nghiệp. Nhưng các bộ trưởng là người mới và thiếu kinh nghiệm và quan điểm trong liên minh là khác nhau. Vì Thủ tướng Boye là cấp dưới của Tổng thống, và Wade là một nhà lãnh đạo năng động, có khuynh hướng độc đoán rõ ràng, Boye và chính phủ của bà đã bị Tổng thống bãi nhiệm vào ngày 4 tháng 11 năm 2002, do phản ứng của bà với thảm họa chìm tau MV Joola vào tháng 9 năm 2002. Đó là một trong những thảm họa vận chuyển tồi tệ nhất mọi thời đại. Hơn 1 800 người đã chết khi chiếc phà thuộc sở hữu nhà nước bị chìm. Boye tuyên bố rằng vụ tai nạn là do thời tiết, không nhắc tới trách nhiệm tàu và thủy thủ đoàn. Nhưng chẳng bao lâu đã có những cáo buộc về lỗi nghiêm trọng, dẫn đến người đứng đầu hải quân đã bị cách chức và hai bộ trưởng phải từ chức.

## Về sau
Sau đó, vào tháng 9 năm 2004, Boye được Alpha Oumar Konaré bổ nhiệm làm Đại diện đặc biệt của Liên minh châu Phi để thúc đẩy bảo vệ thường dân trong các cuộc xung đột vũ trang.
Vào ngày 12 tháng 9 năm 2008, một thẩm phán ở Pháp đã ban hành lệnh bắt giữ Boye, cùng với tám người khác, liên quan đến thảm họa Joola. Chính phủ Senegal đã bác bỏ điều này và, để đáp lại, đã quyết định truy tố thẩm phán đã ban hành lệnh bắt giữ. Tòa án phúc thẩm Paris đã bãi bỏ lệnh bắt giữ Boye vào giữa tháng 6 năm 2009.